# Pomník Marie Terezie (Užhorod)
V roce 2004 inicioval užhorodský diplomat a právník Alen Panov společně s řeckokatolickým biskupem v Mukačevu Milanem Šášikem vznik sochy Marie Terezie. Pomník Marie Terezie je bronzová socha císařovny a královny Marie Terezie (1740–1780) od ukrajinského umělce Bohdana Tomaševského. Od r. 2015 stojí v dnešním Parku Marie Terezie v Užhorodu.

## Marie Terezie a Užhorod
V dob vlády Marie Terezie (1740–1780) vydal na císařinin podnět římský papež Klement XIV. 19. září 1771 bulu Exim Regalium, kterou kanonicky zřídil Mukačevskou eparchii. V roce 1776 (nebo 1777) přenesl biskup Andrej Bačinský sídlo eparchie do Užhorodu, který se stal sídelním místem eparchiálních biskupů až do násilné likvidace l. 1947/1949. Po obnovení řeckokatolické církve na Ukrajině v r. 1991 se Užhorod stal opět sídlem eparchie.

## Vznik pomníku Marie Terezie
V roce 2004 inicioval užhorodský diplomat a právník Alen Panov společně s řeckokatolickým biskupem v Mukačevu Milanem Šášikem vznik sochy Marie Terezie. Realizace se uskutečnila v lednu 2015, a to na soukromém pozemku Alena Panova, nacházející se v blízkosti katedrály. Vytvořilo se tak první soukromé náměstí na Ukrajině a první socha Marie Terezie na východ od Komárna.